# Lobotes pacificus
Lobotes pacificus is een  straalvinnige vissensoort uit de familie van zeebladvissen (Lobotidae). De wetenschappelijke naam van de soort is voor het eerst geldig gepubliceerd in 1898 door Gilbert.
De soort staat op de Rode Lijst van de IUCN als niet bedreigd, beoordelingsjaar 2007.